# 김두봉 (목사)
김두봉(金斗鳳, 1924년-2006년 3월 4일)은 대한민국의 장로교 목회자이다. 경주문화중고등학교 교목, 대한예수교장로회(통합) 총회장 등을 지냈으며 1961년부터 1993년 은퇴할 때까지 33년간 부산 소정교회에서 목사로 목회하였고 1978년 서울 영락교회에서 개최된 제63회 대한예수교장로회(통합) 총회에서 예장(통합) 총회장에 선출되었다. 유신독재에 반대하는 운동을 하기도 했다.

## 생애
경상북도 영일군 기계면 성법리 출신으로 부유한 기독교인 장로 김순형과 박시천 부부의 아들로 출생하였으며, 일찍이 모태 신앙인으로 유년기부터 교회에 다녔으며, 성법교회에 출석을 하며 신앙인의 길을 걸었다. 아버지 김순형 장로의 재력으로 일본으로 유학, 오사카에 있는 중학교에 진학하여 유학생활을 하던 중 중학생들이 지원하여 전쟁터에 나가거나 끌려가고 있을 때 양심적인 일본인 담임교사 덕택에 위기를 모면하고 졸업을 하였다. 그러나 김 목사는 졸업하자마자 귀국을 하게 됐다.
아버지 김순형은 이웃 마을에 있는 규수들이 정신대에 끌려 간다는 말을 듣고 그들을 피신시켰으며 그중 한 명인 19세 된 박영복을 아들과 짝을 지어서 결혼을 하게 하였다. 이로써 박영복은 근로정신대를 면하게 됐고, 귀국한 김 목사는 박영복과 혼인하였다. 해방이 되자 그 후 아버지 김순형 장로는 나라를 사랑하는 법을 배워야 한다면서 교회에 야학을 설치하여 주민들에게 글과 학문을 가르쳤고 민주주의가 무엇인가를 가르치고 있었다.
김두봉 목사는 하나님의 은혜로 인자한 담임선생을 만나 일본군인으로 징집되지 않았던 일을 떠올리며 목사가 될 것을 결심하였다. 목회자의 길을 결심한 그는 서울로 상격, 서울 용산구 동자동에 있는 조선신학교(후에 한국신학대학)에 진학하였다. 한신대 학부 3학년에 다니던 중 6. 25전쟁이 일어나자 고향으로 피난을 갔었다. 그사이 학교도 부산으로 이동했고, 이동한 학교에 다시 출석하여 가건물에서 얼마동안 교육을 받고 1951년 7월 피난지 부산에서 졸업을 하였다.
1951년 8월에 경주 제일교회 전도사로 와달라는 부탁을 받고 부임을 하였다. 1954년 3월 6일 경주제일교회에서 목사청원을 받고 1954년 9월 경동노회에서 목사안수를 받았다. 그 뒤 경주문화중,고등학교에서 교목으로 초빙되어 경주문화중고등학교 교목으로 출강을 하면서 성경을 체계적으로 해석하여 학생들에게 가르치다가 부산 소정교회 목사로 부임하였다. 1956년 3월 11일에는 울산교회 제12대 목사로 부임하면서 교회를 신축 건평 92평의 교회당을 지어 교회명을 울산 제일교회라 개칭하였다. 교목 재직당시 그의 설교에 큰 감화를 받았던 부산 소정교회 교인들과 당회원들이 1961년 청빙서를 들고 직접 찾아와 부탁, 거의 강제적으로 청빙해 갔었다고 한다.
부산 소정교회로 부임한 김두봉 목사의 목회가 유명해지자 이러한 소문을 들었던 부산대학교 총장 윤인구 목사는 그에게 부산대학교 문리과 대학 철학과에 학사편입을 하도록 권유를 하였다. 윤목사의 권고로 부산대학교에 입학하여 우수한 성적으로 졸업을 하고 다시 소정교회로 돌아와 목회활동을 했다.
부산 소정교회에서 목회한 김두봉 목사는 비록 한국신학대학(현 한신대) 출신임에도 불구하고 1978년 9월 서울 영락교회에서 모이는 제63회 대한예수교장로회(통합) 총회에서 특별히 추천을 받고 총회장으로 선출되었다.
1972년 박정희가 유신을 선포하자 반대하는데 동참하였는데 김두봉 총회장은 유신 독재 하에서 도시산업선교회에서 일하다가 긴급조치위반으로 구속된 예장 교단의 목회자와 공산주의자로 몰린 인사들을의 석방을 요구하는 내용의 성명서를 발표했다. “관계당국이 산업선교회가 기독교를 가장한 용공적인 불순 세력인양 보도하는 일에는 분노를 금 할 수가 없다. 우리는 이 중차대한 시점에서 국민앞에 우리가 하고 있는 도시산업 선교는 결코 용공적인 불순단체가 아님을 분명하게 선언한다”는 내용이었다.
당시에 이러한 성명서를 낸다는 것은 보통 힘든 일이 아니었지만 긴급조치위반으로 구속된 예장교단 목사들과 공산주의자로 몰린 인사들의 석방을 위해 노력하며 막강한 유신 독재 하에서 예장의 수장(首長)으로서 그 위상을 확립했다. 기독교의 본질을 잘 인식했던 김두봉 총회장은 선교운동이 인생 밑바닥에서 고생하고 있는 수많은 노동자들의 이웃이라는 사실을 인식했다는 평가를 내린다.
그 뒤 대한예수교장로회(통합) 부산노회 당회장, 대한예수교장로회(통합) 총회 회록서기, 계명대학교 이사, 부산시기독교협의회 회장, 부산기독교교회협의회 회장, 부산시경찰청 경목, 부산광역시 시정 자문의원 등을 역임했다. 경제적으로 어려움에 처했던 학자들을 도왔으며유신정권 하에서 인권탄압을 받던 노동자들의 편에 서서 정권에 당당히 맞선 강직한 총회장으로 알려져 있다. 2006년 3월 2일 오전 9시 15분 숙환으로 타계하였다. 장지는 김해시 생림면 봉림리 산 97-2번지에 안장됐다.
김두봉 목사의 유족으로는 박영복 사모, 아들 김철규·동규(목사)·국규·딸 순희, 자부 장미자·양인혜·김은주, 사위 강영도가 있다.